# 天叢雲剣
天叢雲剣（あめのむらくものつるぎ、あまのむらくものつるぎ、あめのむらぐものつるぎ、あまのむらぐものつるぎ）は、三種の神器の一つ。
草薙剣（くさなぎのつるぎ）、草那藝之大刀（くさなぎのたち）とも言われる。熱田神宮にある本体と、皇居にある形代の2つがある。

## 概要

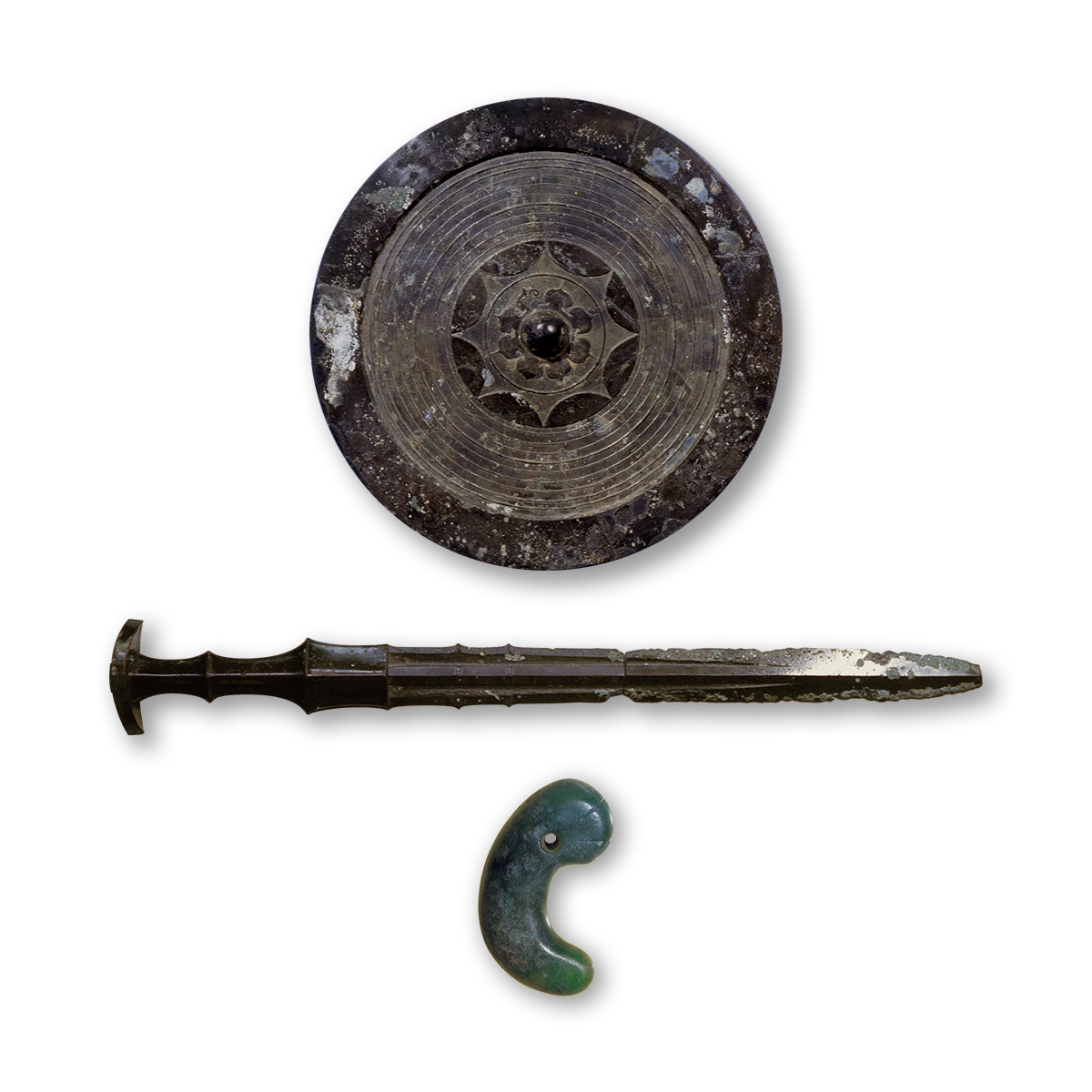
三種の神器（イメージ）

天叢雲剣は草薙剣とも言われ、三種の神器の一つ（八咫鏡、八尺瓊勾玉、草薙剣）。
三種の神器の中では天皇の持つ武力の象徴であるとされる。
日本神話において、スサノオが出雲国でヤマタノオロチ（八岐大蛇）を退治した時に、大蛇の体内（尾）から見つかった神剣である。八岐大蛇退治に至る経緯と、神剣の名称については『古事記』『日本書紀』で複数の異伝がある。
スサノオは、八岐大蛇由来の神剣を高天原のアマテラスに献上した。
続いて天孫降臨に際し他の神器と共にニニギノミコトに託され、地上に降りた。
崇神天皇の時代に天叢雲剣の形代が造られ、形代は宮中（天皇の側）に残り、本来の神剣は笠縫宮を経由して、伊勢神宮に移されたという。
景行天皇の時代、伊勢神宮のヤマトヒメノミコトは、東征に向かうヤマトタケルに神剣（天叢雲剣/草薙剣）を託す。ヤマトタケルの死後、天叢雲剣は神宮に戻ることなくミヤズヒメ（ヤマトタケル妻）と尾張氏が尾張国で祀り続けた。これが名古屋・熱田神宮の起源である。熱田の御神体として本体の天叢雲剣が祀られている。
一方、形代の天叢雲剣は、治承・寿永の乱（源平合戦）の最中、安徳天皇（第81代天皇）を奉じた平家により、他の神器とともに西国へ落ち、源氏方に擁立された後鳥羽天皇（第82代天皇）は三種の神器がないまま即位する。平氏滅亡後、神璽と神鏡は確保できたが、神剣は壇ノ浦の戦いにより関門海峡に沈み、失われた。その後、朝廷は伊勢神宮より献上された剣を「天叢雲剣」とした。神剣の喪失により、様々な伝説・神話が生まれることとなった（中世神話）。
南北朝時代、北朝陣営・南朝陣営とも三種の神器（神剣を含む）の所持を主張して正統性を争い、この混乱は後小松天皇（第100代天皇）における南北朝合一まで続いた（明徳の和約）。現在、神剣（形代）は宮中に祀られている。

## 表記
『日本書紀』では「草薙剣」「倶娑那伎能都留伎」、『古事記』では「草那藝之大刀」（八俣大蛇退治時）「草那藝剣」（天孫降臨、ヤマトタケル時）と表記される。
「天叢雲剣」の名称は、日本書紀の注記で、異伝（「一書」「一云」）として二か所に記される。
熱田神宮では、草薙神剣（くさなぎのみつるぎ）としている。

## 象徴
天台座主慈円は「天皇の持つ武力の象徴」と解釈している。北畠親房は従来解釈に加えて、「劒ハ剛利決断ヲ徳トス。智慧ノ本源ナリ」という儒学的な解釈を行った（北畠の『神皇正統記』では、鏡＝正直の本源、玉＝慈悲の本源、剣＝知恵の本源）。一条兼良は「鏡＝知の用、玉＝仁の徳、剣＝勇の義」、熊沢蕃山は「鏡＝知の象（しるし）、玉＝仁の象、剣＝勇の象」、田中智學は「鏡＝天照大神＝知徳、玉＝月読尊＝仁慈、剣＝素戔嗚尊＝武勇」と解釈している。
またスサノオは出雲国の八岐大蛇を退治した時に、高天原のアマテラスに大蛇由来の神剣（草薙剣/天叢雲剣）を献上したが、この神話について天孫降臨および国譲りの伏線とする説もある。

## 動向

### 神代

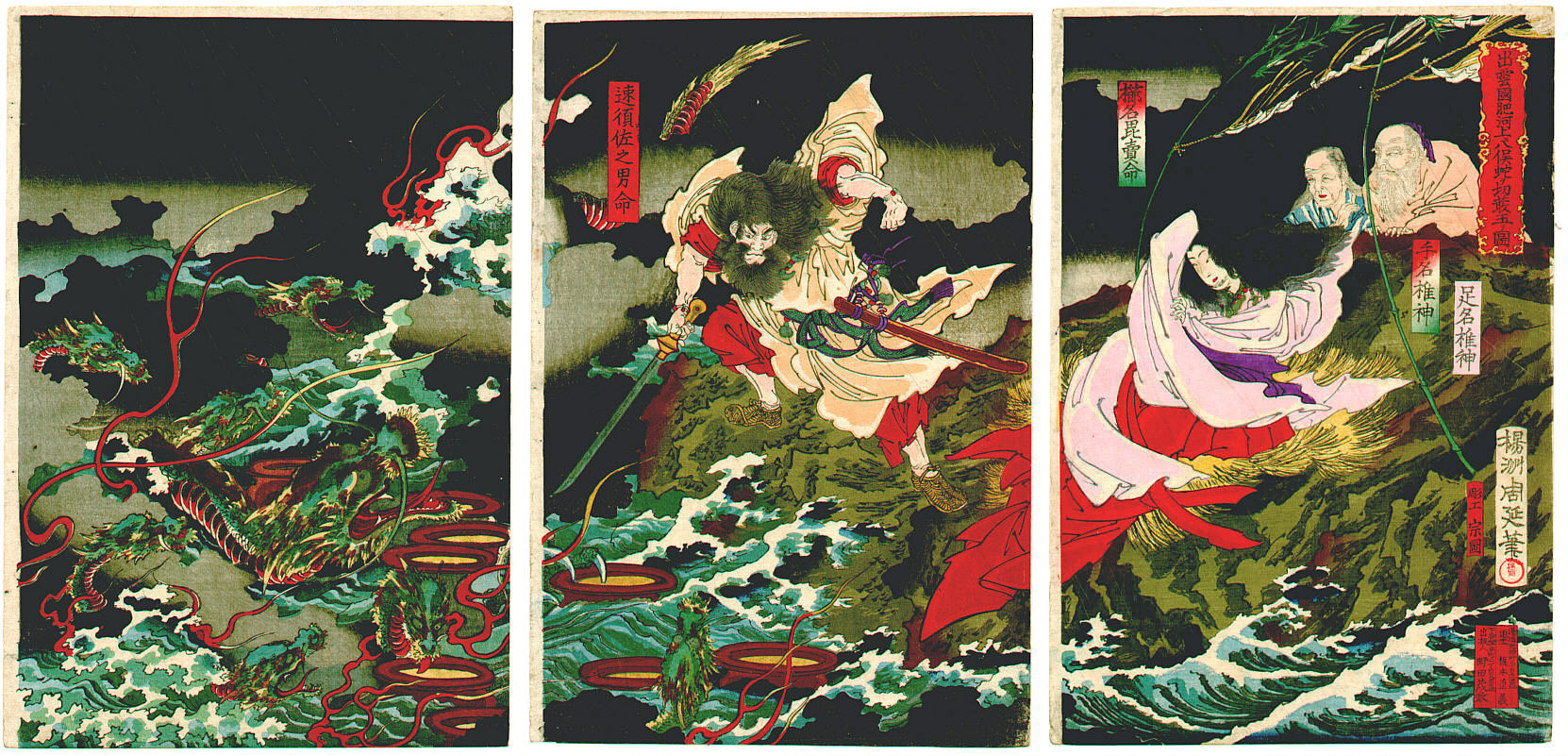
スサノオとヤマタノオロチ

高天原から出雲国に至ったスサノオ（素戔嗚尊）はクシナダヒメ（櫛名田比売〈古事記〉、奇稻田姫〈日本書紀〉）を助けるため、十拳剣でヤマタノオロチ（八俣大蛇/八俣遠呂智〈記〉、八岐大蛇〈紀〉）を切り刻んだ。
この時、尾を切ると十拳剣の刃が欠け、尾の中から鋭い大刀が出てきた。『古事記』では、まず都牟刈の大刀（つむがりのたち）と言及する。続いて草薙剣（草なぎの大刀）と表記する。『古事記』の原文と解釈文は以下の通り。
『日本書紀』神代紀上第八段本文の注には「ある書がいうに、元の名は天叢雲剣。大蛇の居る上に常に雲気（くも）が掛かっていたため、かく名づけたか。日本武皇子に至りて、名を改めて草薙劒と曰ふといふ」とある。
スサノオは「是神（あや）しき剣なり。吾何ぞ敢へて私に安（お）けらむや〔これは不思議で霊妙な剣だ。どうして自分の物にできようか〕」（『日本書紀』第八段本文）と言って、高天原の天照大神（アマテラス）に献上した。『古語拾遺』では天神（あまつかみ）と表記している。
一方、ヤマタノオロチを殺して欠けた十拳剣（十握剣）は、大蛇之麁正（をろちのあらまさ）、もしくは天羽々斬之剣/天蠅斫剣（あめのはばきりのつるぎ）として石上神宮（石上布都魂神社）に祭られた。
『日本書紀』（第三の一書）では、「蛇韓鋤（おろちのからさひ/おとりからさひ）の剣」として吉備の神部に祀られた。
草薙剣（草那藝剣）は天孫降臨の際に、天照大神から三種の神器としてニニギ（瓊瓊杵尊）に手渡され、再び葦原中国へと降りた。各神話で差異がある。古事記では「八尺の勾玉、鏡、草薙剣」、『日本書紀』第一の一書では「曲玉、八咫鏡、草薙剣」、古語拾遺では「八咫鏡、草薙剣（矛、玉）」、日本書紀の中には言及しないものもある。

### 人代

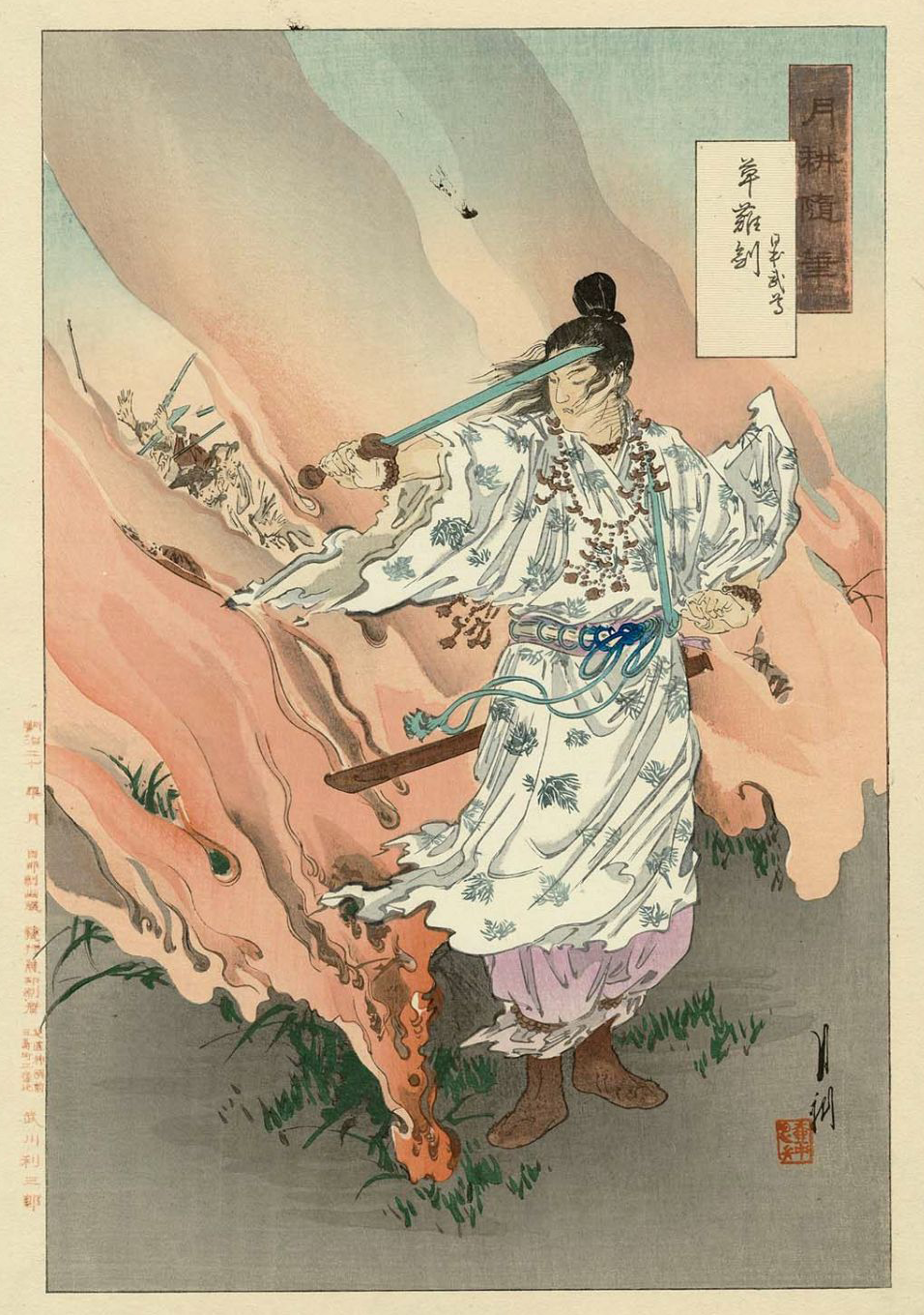
「月耕随筆　日本武尊　草薙剣」

ニニギが所有して以降、神武天皇東征や欠史八代等で天叢雲剣（草薙剣）がどのように扱われていたかは、『古事記』『日本書紀』とも記載していない。
皇居内に天照大神の神体とされる八咫鏡とともに祀られていたが、崇神天皇の時代に、皇女トヨスキイリヒメ（豊鍬入姫命）により、八咫鏡とともに皇居の外（倭の笠縫邑）で祀られるようになった。『古語拾遺』には子細が語られている。天目一箇神とイシコリドメの子孫が「神鏡」と「形代の剣」（もう一つの草薙剣）を作り、天皇の護身用として宮中に残された。
神威はオリジナルと変わらなかったという。
続いて崇神天皇の命令を受けた豊鍬入姫命は、倭の笠縫邑に神鏡と草薙剣を祀った。
垂仁天皇の時代、ヤマトヒメ（倭姫命）に引き継がれ、トヨスキイリヒメから、合わせて約60年をかけて現在の伊勢神宮・内宮に落ち着いた（「60年」以降の部分は『神道五部書』の一つである『倭姫命世記』に見られる記述である。詳細記事：元伊勢）。この時点で、天叢雲剣は伊勢神宮で祀られることになった。
景行天皇（第12代）の時代、天叢雲剣（草薙剣）は伊勢国（伊勢神宮）のヤマトヒメから、東国の制圧（東征）へ向かうヤマトタケル（日本武尊）に授けられた。
神剣を授けるにあたりヤマトヒメはヤマトタケルに言葉をかけるが、複数の異伝がある。『古事記』では、草薙剣と共に火打石入りの袋を渡して「若（も）し急（にはか）なる事有らば、この嚢（ふくろ）の口と解（と）きたまへ」と詔る。
『日本書紀』や『古語拾遺』では「慎莫レ怠也（慎んで怠ることなかれ）」と訓戒した。
平安時代の熱田神宮に伝わっていた記文（由緒）によれば、アマテラスはヤマトヒメに神懸りして「さきのむまれ、そさのをのみことたりし時、出雲の国にて八またのをろちの尾のなかよりとりいでて、我にあたへしつるぎなり（この剣は、そなた〔ヤマトタケル〕が前世でスサノオであったとき、出雲国で八岐大蛇の尾よりとりだして、私に献上した剣です）」と伝えている。
一説によると、ヤマトタケルは天皇から授かった天之広矛/比比羅木八尋矛（ひひらぎのやひろのほこ）を、神宮に預けたという。
その後、ヤマトタケルは相武国（『古事記』および『古語拾遺』）もしくは駿河国（『日本書紀』、熱田神宮伝聞）で、敵の放った野火に囲まれ窮地に陥るが、剣で草を刈り払い（記と拾遺のみ）、向い火を点け脱出する。
日本書紀の注では「一説には、天叢雲剣が自ら抜け出して草を薙ぎ払い、これにより難を逃れたためその剣を草薙剣と名付けた」とある。
東征の後、ヤマトタケルは尾張国で結婚したミヤズヒメ（宮簀媛）の元に剣を預けたまま、伊吹山の悪神（荒神）を討伐しに行く。『古語拾遺』では「剣を解きて宅（いえ）に置き、徒（たむなで）で行きでまして胆吹山に登り、毒（あしきいき）に中（あた）りて薨（かむさ）りましき。」として、草薙剣をミヤズヒメの元に置いて出陣したことで、ヤマトタケルは神剣の加護を失ったと暗示する。
『尾張国風土記』においては、宮酢媛の屋敷に滞在していたヤマトタケルは、夜中に厠へ入る時、脇の桑の木に剣を掛け、そのまま忘れて部屋に戻った。思い出して桑の木に戻ると、剣が神々しく光輝いて手にする事ができなかったという。ミヤズヒメにヤマトタケルは「剣を私の形影（みかげ）として祀るように」と告げて出陣した。
『尾張国熱田太神宮縁起』（平安時代初期）では、ヤマトタケルは桑の木から光剣を手にとったものの、ミヤズヒメに「我が床の守りとせよ」と告げて出陣した。
結局、ヤマトタケルは伊吹山の神（白猪〈『古事記』〉、大蛇〈『日本書紀』〉、八岐大蛇の化身とも）によって病を得、大和国へ帰る途中で、最期に「剣の太刀、ああその太刀よ」（記）、もしくは「孃女の、床の邊に、わが置きし、剱の太刀、その太刀はや。」と草薙剣を呼んで亡くなってしまった。
その後、ミヤズヒメは夫（ヤマトタケル）と草薙剣を祀り、これが後の熱田神宮となった。

### 古代～中世
天智天皇の時代（668年）、新羅人による盗難に遭い、一時的に宮中で保管された（詳細後述）。天武天皇の時代（朱鳥元年、686年）、天皇が病に倒れると、占いにより草薙剣の祟りと判明。神剣は再び熱田神宮へ戻された。だが天武天皇は回復せず崩御した。
平安時代末期の寿永4年3月24日(1185年4月25日)、壇ノ浦の戦いの際、二位の尼が安徳天皇とともに形代の宝剣を抱いて入水する。宝剣（形代）は関門海峡に沈み、失われた。朝廷と源氏軍は宝剣（形代）の捜索を行い、寺社に加持祈祷を行わせたりもしたが、結局見つからなかったため朝廷は伊勢神宮より献上された剣を「草薙剣（形代）」とした。
室町時代の嘉吉3年9月23日（1443年10月16日）に起こった禁闕の変の際に、宝剣（形代）は後南朝勢力により勾玉とともに宮中から奪われた。翌日朝、清水寺の僧が境内で発見し、宝剣（形代）は宮中に戻された。発見した僧は褒美として美濃国加納郷を賜ったという。

### 近現代
『尾張霊威記』によれば、天保10年1月19日（1839年3月4日）に盗難被害に遭ったが、犯人はすぐに捕まった。この際に、神殿を改造した。
明治元年9月27日（1868年11月11日）、東京（江戸）に向かう明治天皇は熱田神宮に宿泊（東京行幸）。この時、熱田神宮に祀られている神代由来の天叢雲剣と、明治天皇とともに動座してきていた形代の神剣が同所に遭遇することになった。明治天皇は1878年（明治11年）10月28日、1880年（明治13年）7月2日にも、熱田神宮に行幸した。
太平洋戦争末期の1945年（昭和20年）になると連合国軍による日本本土空襲は激しさを増し、熱田神宮がある名古屋方面も激しい空爆を受ける。熱田神宮は3月12日と5月17日の空襲で多数の建物を焼失、本殿も一部損傷した。本土決戦（決号作戦／ダウンフォール作戦）も視野に入り、草薙剣の扱いが問題になる。7月31日、昭和天皇は内大臣木戸幸一と宮内大臣石渡荘太郎に対して、三種の神器の避難を検討させる。飛騨一宮水無神社が疎開候補地となり、伊勢神宮関係者以下により視察が行われた（陸軍関係者により、事前に調査済み）。
また本土決戦で最悪の事態となった場合、昭和天皇は伊勢神宮の八咫鏡および熱田神宮の天叢雲剣（草薙剣）ともども長野県の松代大本営に移り、運命を共にする決意だったという。
8月15日、ポツダム宣言受諾の表明（玉音放送）。降伏した日本への連合軍本土進駐に際し、天叢雲剣は8月下旬から9月中旬まで、熱田神宮から水無神社に遷座した。この経緯について『昭和天皇実録』では以下のように記述している。
剣璽動座に備えトヨタ・センチュリーロイヤルの後部座席には、八尺瓊勾玉と天叢雲剣を安置するための台座が設置できるようになっている。

## 名の由来
諸説あるが、実際はあまり判っていない。都牟刈大刀（つむがりのたち）、都牟羽大刀（つむはのたち）、八重垣剣（やえがきのつるぎ）、沓薙剣（くつなぎのけん）ともいう。
『先代旧事本紀』や各種系図史料に見えるの尾張氏の系図、その同族である津守氏の古系図等に載る「天村雲命」との関係も推測され、また中臣氏の祖・天押雲根命の別名や外宮祀官家の渡会氏の祖先にも「天牟羅雲命」の名が見える（『豊受大神宮禰宜補任次第』）。

### 草薙剣

#### 「草を薙いだ剣」
ヤマトタケルが伊勢神宮でこれを拝受し、東征の途上の駿河国（現在の静岡県中部）で、この神剣によって野火の難を払い、草薙剣の別名を与えた。この説は広く知られているが、『日本書紀』では異伝とされている。現在の静岡県には、焼津、草薙など、この神話に由来する地名が残る。
豊受大神宮（伊勢神宮外宮）摂社には「草奈伎（くさなぎ）神社」があり、標剣仗（みしるしのつるぎ）を祀るという（度会家行『類聚神祇本源』）。

#### 「蛇の剣」
クサは臭、ナギは蛇の意（ウナギ#名称などを参照）で、原義は「蛇の剣」であるという説。神話の記述でも、この剣は蛇の姿をしたヤマタノオロチの尾から出て来ており、本来の伝承では蛇の剣であったとも考えられる。蛇の形状をした剣として蛇行剣がある。
高崎正秀は『神剣考』「草薙剣考」において、クサ=串=奇、で霊威ある意とし、ナギ=ナダ=蛇であるとして、この剣の名義を「霊妙なる蛇の剣」と説いている。また、その名はヤマタノオロチに生贄にされかけたクシナダヒメ（奇稲田姫）に通じるものであり、本来クシナダヒメは霊蛇姫（くしなだひめ）と表記したのではと考察。ヤマタノオロチに対する祭祀者でありながら同時に出雲を支配する女酋的存在ではなかったかとする。
なお垂仁天皇の神話でも、出雲の女性が蛇神だった事例がある。葦原色許男大神（出雲大社）の祟りが解けた誉津別命（本牟智和気王）は肥長比売と結婚するが、肥長比売の正体は「光る大蛇」だったという。

### 天叢雲剣

#### 八俣遠呂智由来説
『日本書紀』の注記より。ヤマタノオロチの頭上にはいつも雲がかかっていたので「天叢雲剣」と名付けられた。
実際、出雲など山陰地方は曇り日が多く、安来地方の山奥、島根県奥出雲町にある船通山（鳥髪峯）山頂には天叢雲剣出顕之地の碑があり、毎年7月28日に船通山記念碑祭・宣揚祭が開催される。
また、「天叢雲剣」の名の由来である、「大蛇の上に雲気有り」という表現や「生贄の乙女を救い、龍を退治する」という物語展開に関して中国大陸（中国文化圏）の影響を指摘し、『史記』や『漢書』からの引用だと説かれることもある。

## 所在

### 熱田神宮

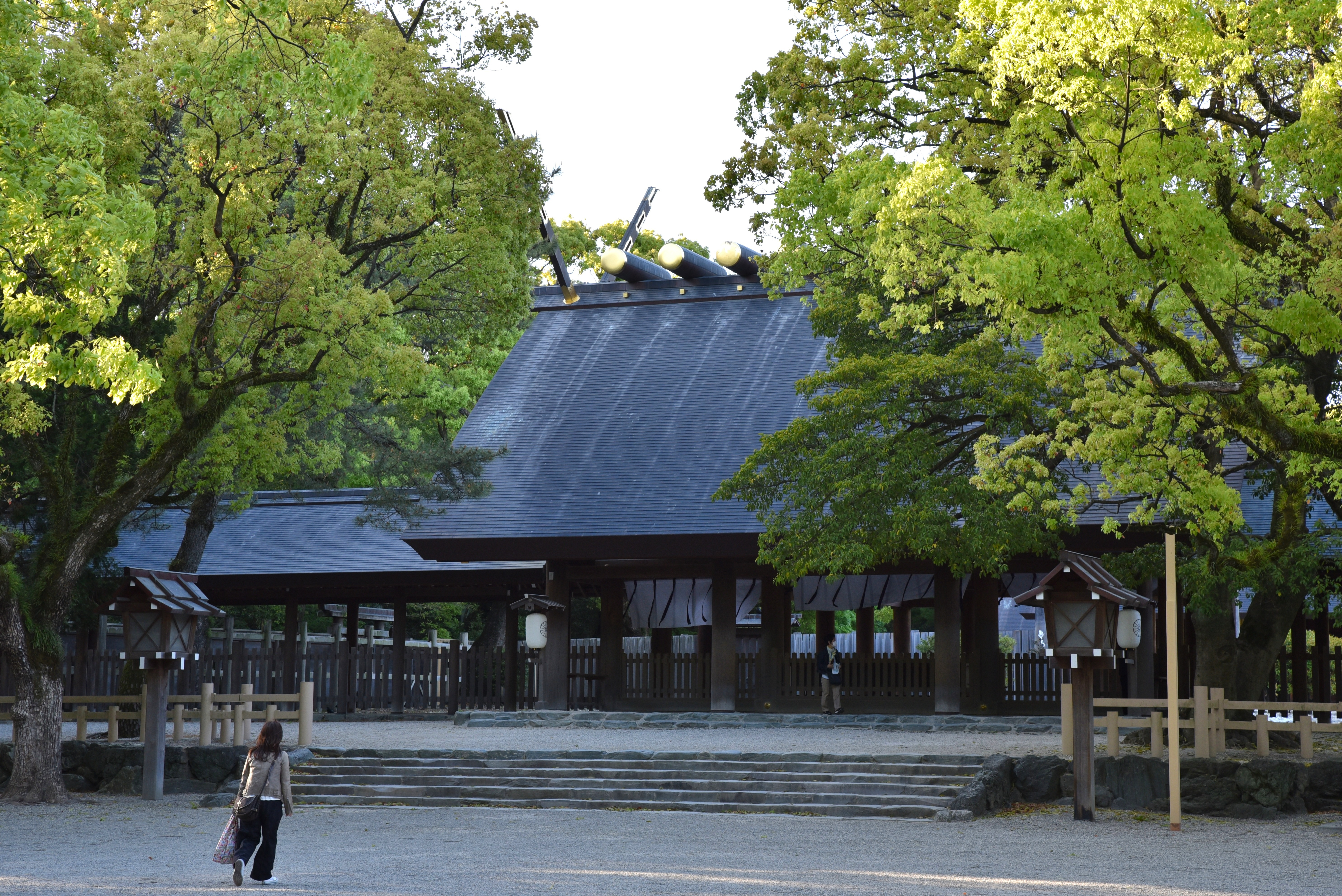
熱田神宮

草薙剣は、日本神話の記述の通りであれば、熱田神宮の奥深くに神体として安置されている。
この剣は盗難に遭ったことがあり、天智天皇7年（668年）に新羅の僧・道行（どうぎょう）が熱田神宮から草薙剣を盗み、新羅に持ち帰ろうとした（『日本書紀』二十七巻、天智天皇）。『尾張国熱田太神宮縁起』では、一度目は神剣が自ら神宮に戻って失敗。二度目は船が難破して失敗、神剣は日本側に回収された（草薙剣盗難事件も参照）。
その後、草薙剣は宮中で保管されていた。
『平家物語』では、天武天皇が草薙剣を内裏に移したと伝える。朱鳥元年（686年）6月、天武天皇が病に倒れる。病気の原因は「宮中に神剣を置いたままにし、熱田に戻さない為の神剣の祟り」と判明した。陰陽師により御祓を行い、あるいは恩赦や仏教による功徳に期待して病の回復を祈るが、それでも神剣の祟りが解けなかったという。草薙剣は熱田神宮に戻されたが、天皇は9月に崩御した。
鎌倉時代に熱田神宮が炎上した際、幅一尺・長さ四尺の漆塗り箱に収められた神剣は、直接被害を受けることはなかった。神宮の神職が確認すると、赤地の錦袋があったため、神剣と判断して八剣殿（やつるぎのみや、708年創建）に収めたという。御記文によれば、ヤマトタケルの前世は素戔嗚尊であったとしている。『熱田太神宮御託宣記』でも、久子内親王（後深草天皇皇女）関連で同様の伝承を伝えている。
戦国時代、熱田神宮も神領を奪われて困窮する。安土桃山時代になると織田信長、豊臣秀吉、徳川家康によって保護されるが、江戸時代になって荒廃。松尾芭蕉が『野ざらし紀行』で1684年（貞享元年）当時の惨状を「かしこに縄を張りて小社の跡をしるし、爰に石を据ゑて其神と名のる。」と記述している。1686年（貞享3年）、江戸幕府第五代将軍・徳川綱吉により社殿を造営。再建された熱田神宮を訪れた芭蕉は「磨（とぎ）なをす鏡も清し雪の花」と詠んだ。
綱吉時代に熱田神宮の改修工事があった時（前述）、神剣が入った櫃が古くなったので、神剣を新しい櫃に移す際、4～5人の熱田大宮司社家の神官が神剣を盗み見たとの記録がある。
天野信景（名古屋藩士、国学者）の随筆『塩尻』によれば、神剣を取り出した関係者は数年のうちに咎めを受けたという。梅宮大社の神職者で垂加神道の学者玉木正英（1671-1736年)の『玉籤集』裏書にある記載は、明治31年の『神器考証』（栗田寛著）や『三種の神器の考古学的検討』（後藤守一著）で、世に知られるようになった。上述の著作によれば、神剣が祀られた土用殿内部は雲霧がたちこめていた。木製の櫃（長さ五尺）を見つけてを開けると、石の櫃が置かれていて間に赤土が詰めてあり、それを開けると更に赤土が詰まっていて、真ん中にくり抜かれた楠の丸木があり黄金が敷かれていて、その上に布に包まれた剣があった。箱毎に錠があり、大宮司の秘伝の一つの鍵で全てが開くという。布をほどいて剣を見ると、長さは2尺78寸（およそ85センチメートル）ほどで、刃先は菖蒲の葉に似ており、剣の中ほどは盛り上がっていて元から6寸（およそ18センチメートル）ほどは節立って魚の脊骨のようであり、全体的に白っぽく、錆はなかったとある。
この証言（記述）が正しければ、草薙剣は両刃の白銅剣となる。一方で、後藤守一は、（皇国史観の束縛がなくなった）太平洋戦争終戦翌年（1946年）に明治大学専門部地理歴史科（夜学）の講義で、神官が盗み見た剣は青黒かったとの伝承を紹介し、それが事実なら、赤く錆びる鉄製でなくおそらく青銅製で、弥生時代の九州文化圏に関連する可能性があるとの推測を述べた（聴講した考古学者大塚初重による回想）。
なお神剣を見た大宮司は流罪となり、ほかの神官は祟りの病でことごとく亡くなり、幸い一人だけ難を免れた松岡正直という者が相伝したとの逸話も伝わっている。
明治時代初期には、草薙剣を調査するため勅使が派遣された。最後の箱を開こうとした時に三条実美（当時の太政大臣）から中止命令が届き、調査は行われなかったという。
川口陟『定本日本刀剣全史』には、「熱田大宮司尾張連家の秘伝」として、神剣の形状および御樋代（みひしろ）の想像図が記載されている。
昭和天皇の侍従長であった入江相政の著書によると、太平洋戦争当時に空襲を避けるために長野県の木曾山中に疎開させようとするも、櫃が大きすぎて運ぶのに難儀したため、入江が長剣用と短剣用の2種類の箱を用意した。1945年（昭和20年）8月22日、勅使として侍従の小出英経が昭和天皇の勅封を携えて熱田神宮に赴き唐櫃を開けたところ、明治時代の侍従長・山岡鉄舟の侍従封（1881年5月25日）があり、それを解いたところで明治天皇の勅封があったという。実物は検分していないが、短剣用の櫃に納めた。
箱（出典ママ）は御名御真筆の勅封紙と麻で厳封の上、さらに勅使たる侍従の封を施した後、従来の外箱中に奉安して施錠が行われた。

### 皇居
草薙剣の形代は、崇神天皇の時に「神器と同居するのは畏れ多い」という理由で作られた。『古語拾遺』によれば、天目一箇神とイシコリドメの子孫が「神鏡（天照大神）」と「形代の剣」（もう一つの草薙剣）を作り、天皇の護身用として宮中に残した。
現在は皇居の「剣璽の間」に勾玉とともに安置されているが、かつて水没（源平合戦）、奪取と偽造（南北朝時代）、消失と様々な遍歴を辿った。源平合戦で一振を喪失しており、また伝説・神話の異説・記録から、草薙剣は複数存在するという考察もある。
平安時代の陽成天皇（第五十七代）は、宮中の天叢雲剣（草薙剣）を抜いたという伝説がある。夜間にもかかわらず御殿の中は「ひらひらとひらめきひかり」、恐怖した天皇が投げ出すと天叢雲剣は自ら鞘に戻ったという。
天徳4年（960年）9月、内裏で火災があり神鏡は破損したが、神剣と神璽は無事だった。
同時代末期の源平合戦の折、平家は源氏軍（源義経、源範頼等）に追い詰められ、壇ノ浦の戦いにて滅亡する。
二位の尼は、当時8歳の安徳天皇および宝剣（草薙剣/天叢雲剣）・八尺瓊勾玉（神璽）を抱いて入水した。この時、勾玉と鏡は源氏軍に回収されたが、天叢雲剣は安徳天皇と共に失われたという。
『吾妻鏡』では文治一年三月二十四日条で「二品禅尼（二位ノ尼）は宝剣（草薙剣）を持って、按察の局は先帝（安徳天皇）を抱き奉って、共に海底に没する」とある。戦いの後の同年四月十一日の条に、戦いでの平氏方の戦死者、捕虜の報告に続いて「内侍所（八咫鏡）と神璽（八坂瓊曲玉）は御座すが、宝剣（草薙剣）は紛失」と記されている。
また、安徳天皇の都落ち後に即位した後鳥羽天皇は、三種の神器が無いまま即位した。平家滅亡後、朝廷（後白河法皇、後鳥羽天皇）と源氏軍（源頼朝〈母親は熱田神宮大宮司娘〉、源範頼、源義経）は必死で宝剣の捜索をおこない、焦った源義経は宇佐神宮に願文を奉じている。朝廷側も寺社への寄進や加持祈祷による神仏の力で神剣で探し出そうとしたが、結局見つからなかった。
約20年間は清涼殿の剣（昼の御座の剣）で代用する。『百錬抄』等によれば、寿永二年（1183年）に伊勢神宮（当時祭主、御中臣親俊）から後白河法皇に献上されていた剣を形代の剣としていた。
承元4年、土御門天皇から順徳天皇に代わる時に伊勢神宮から神剣を送られ、これが草薙剣となった（順徳天皇『禁秘抄』）。また一説には、従来から使用していた昼の御座の剣（後鳥羽天皇践祚時に伊勢神宮から献上したもの）を、順徳天皇時に正式に神器として扱うようになったともいう。
南北朝時代、足利尊氏（足利幕府）以下北朝陣営と対立した後醍醐天皇は、三種神器の偽造品を作らせたことがあった。
光明天皇（北朝2代）と後醍醐天皇（南朝）は、互いに「自分達が本当の三種の神器を持っていて、相手のものは偽物だ」と主張した。神器を巡る混乱は後亀山天皇（南朝、第99代）が後小松天皇（第100代）に神器を譲渡して、一応決着した。
また室町時代には南朝の遺臣らによって勾玉とともに強奪されたこと（禁闕の変）があったが、なぜか剣だけが翌日に清水寺で発見され回収された。これが現在の皇居の御所の「剣璽の間」に安置されている剣である。
現在、皇位継承が発生の際には、ただちに「剣璽等承継（けんじとうしょうけい）の儀」が行われる。
明治天皇から大正天皇の場合は1912年（大正元年）7月30日に行われた。7月29日午後10時40分に明治天皇が崩御（宝算61歳）、翌7月30日午前0時43分の公式発表に至る。同日午前1時、宮城の宮中三殿において皇族一同、東郷平八郎や山縣有朋など重鎮および内閣閣僚多数列席のもと剣璽渡御の儀が行われた。
大正天皇から昭和天皇の場合は1926年（昭和元年）12月25日に行われた。同日午前1時25分、葉山御用邸附属邸で大正天皇は崩御（宝算48歳）。同日午前3時過ぎ、同御用邸附属邸内謁見所にて剣璽渡御の儀が行われ、高松宮宣仁親王や伏見宮博恭王など皇族一同、東郷平八郎元帥など重鎮多数、若槻礼次郎内閣総理大臣など内閣閣僚一同が立ち会った。
昭和天皇から明仁の場合は1989年（平成元年）1月7日午前10時01分に宮中正殿松の間で行われた。2019年（令和元年）5月1日の明仁から徳仁への皇位の継承では日本国憲法に基づく国事行為として執り行われた。

## 伝承
熱田神宮やその摂末社に伝わる伝承では、ヤマトタケルの妻のミヤズヒメ（宮簀媛）の館は、火上山の館（現在の氷上姉子神社の場所）であるとする。そしてヤマトタケルの死後、ミヤズヒメは尾張の一族と共に住んでいた火上山の館で剣をしばらく奉斎守護していたが、後に剣を祀るために剣を熱田に移し、熱田神宮を建てたという。また新羅の道行が剣を盗んだ際、通ったとされる清雪門は「不開門（あかずの門）」「紫藤門（しとう門）」と呼ばれる。これは道行が神剣を盗む時に通った不吉な門とされ、何百年も開かれていないという（本来は北門だったが、現在は徹社の側に移築され、東向き）。二度と皇居に移されない様にするためともいわれる。さらに持統天皇の時代（698年）には、神剣の妖気を鎮めて日本武尊と宮簀媛の魂を鎮めるため、天皇が神剣を熱田神宮から氷上姉子神社に移そうと計画していたが、4年後に亡くなった為に叶わなかったという。
また、現在の愛知県名古屋市昭和区村雲町の名の由来になったという説がある。そのほか、静岡市清水区草薙は、神話上の同じエピソードに関連するといわれる。
新羅の道行に剣を盗まれた後、剣は戻り皇居に移される事となったが、熱田神宮に返還される以前に、現在の奈良県天理市にある出雲建雄神社に移され、剣が奉斎されていたとされる。出雲建雄神社は、ご神体が草薙劔の荒魂（あらみたま）とされており、天武天皇により677年に創設された。
源平合戦の壇ノ浦の戦いにおける神剣（草薙剣/天叢雲剣）の喪失は、人々に大きな衝撃を与えた。安徳天皇と共に失われた神剣は、崇神天皇時代につくられた宮中の形代であるが、素戔嗚尊が八岐大蛇から取り出した「天叢雲剣そのもの」と見做す者も多かった。
天台座主慈円は『愚管抄』において「安徳天皇は平清盛の請願により厳島明神（厳島神社）が化生（けしょう）した存在だから竜王の娘であり、宝剣と共に海の底へ帰っていったのだろう」と推測。
また「武士が表に立って天皇を守るようになったため、天皇の武力の象徴たる宝剣が天皇から失われた（宝剣も役目を終えたので、失われることを天照大御神も八幡大菩薩も許したのだ）」と考察している。
徳島県の剣山には、安徳天皇が天叢雲剣を納めたという伝説がある。
神剣の奉納により太郎山から現称の「剣山」に変わり、山頂の剣神社本宮で素戔男尊と安徳天皇を祀ったという。
『平家物語』では、陰陽寮博士の言葉として「昔出雲國肥の河上にて素戔烏尊に切り殺され奉し大蛇、靈劍を惜む志深くして八の首(かしら)八の尾を表事(へうじ)として人王八十代の後、八歳の帝(みかど)と成て靈劍を取り返して海底に沈み給ふにこそ。」（八頭八尾の八岐大蛇はスサノオに奪われた霊剣〈草薙剣〉を惜しむ気持ちが深く、人王八十代の安徳天皇となり、八歳の時に天叢雲剣を取り返して海底に帰っていった）と記述している。
『太平記』でも「安徳天皇は八岐大蛇の化身で、宝剣と共に竜宮城に帰った」という伝承を採用している。
なお源平合戦時代の安徳天皇（第81代天皇）は、神功皇后を第15代天皇に、大友皇子/弘文天皇を第39代天皇（明治3年認定）に数えなかった場合、第80代天皇となる。
『源平盛衰記』では、法華経をまとった海女が神剣を探すため竜宮城に行き、宝剣（天叢雲剣/草薙剣）を口にくわえた大蛇と、安徳帝に出会ったと述べている。大蛇が語ったところによれば、宝剣は元々は竜宮の宝であり、スサノオに倒されたヤマタノオロチは大蛇の次男であったという。ヤマタノオロチは伊吹山の大蛇になってヤマトタケルを倒したが、宝剣は取り戻せなかった。何度も人間に転生して奪還を試みたが失敗し、安徳天皇に転生してようやく宝剣を取り戻せたとする。
『太平記』第25巻では伊勢国より「天照大神が竜宮に対し神剣を返上するよう命令し、それによって海岸に打ち上げられた」という「光る剣」が献上される。日野資明や足利直義達は「本物の神剣」と主張する。だが勧修寺経顕が反対し、剣は平野神社に預けられたという。
天叢雲剣の本来の持ち主は天照大神であり、天の岩戸隠れの際に落したという伝承がある。
林道春『本朝神社考』の「熱田」の欄にスサノオが天照大神に奉納する際、「我れ天の巌にかくれし時、此の剣を近州伊布貴山に落とす。是れ我が神剣なり。」との記述があり、また源平盛衰記の巻四十四にも「太神大に悦ましまして、吾天岩戸に閉籠し時、近江国胆吹嶺に落たりし剣なりとぞ仰ける。」とある。

## 天皇と皇太子の刀剣
天叢雲剣はレガリアの役割を持つ天皇が所有する最も重要な刀剣であり、即位の礼や大嘗祭の実施を宮中三殿に奉告するなどの重要度の高い皇室儀式の際に天皇に付き従う従者が箱に入ったこれを掲げて臨むが、このほかの勅使発遣の儀などの皇室儀式の際に天皇に付き従う従者が掲げる太刀が、天皇の守り刀の2振の昼御座御剣（ひのおましのぎょけん）であり、平安から鎌倉期の「豊後国行平」と「備前国長光」の太刀がその役割を担っている。
皇太子の東宮相伝の刀剣としては天叢雲剣に準ずるレガリア的な存在の太刀として壺切御剣がある。壺切御剣は、三種の神器や宮中三殿とともにいわゆる御由緒物の中でも別格の扱いを受けており、立太子（立皇嗣）と共に天皇から親授される。また壺切御剣の親授に先立って行平御剣（昼御座御剣と同じ刀工作）も相伝される。
このほかにも天皇と皇族は鬼丸などの多くの刀剣を有しており、それらは皇族の私有品の御物として管理されている。また皇族から国に寄贈された刀剣は三の丸尚蔵館に収蔵されている。これらの皇族由来の刀剣文化財は文化財保護法の対象外であり、いずれも国宝や重要文化財には指定されていない。